# Посяда Іван Якович
Іван Якович Посяда (Пасяда, Посяденко; * 28 березня (9 квітня) 1823 — †  12 (24) жовтня 1894) — український громадський діяч, педагог, член Кирило-Мефодіївського Братства (з 1846).

## До арешту
Народився у Зінькові (тепер Полтавська область) у міщанській родині. Дід і дядьки мали землю біля Зінькова. З 1836 року навчався в Зіньківському повітовому училищі, потім у Полтавській гімназії, де був учнем поета Левка Боровиковського. У Полтавській гімназії навчавсся разом з Олександром Навроцьким, майбутнім учасником Кирило-Мефодіївського братства.
У 1843 вступив на філософський факультет Київського університету, одночасно (1845—1846) слухав педагогічний курс при університеті. Тоді ж під керівництвом професора Ореста Новицького написав свій перший твір «Про суть мислення взагалі». Під час літніх канікул збирав на Полтавщині фольклор.
Навесні 1846 року став членом Кирило-Мефодіївського Братства, належав до радикально-демократичного крила, очолюваного Тарасом Шевченком. Під впливом Шевченка став прихильником ідеї створення федерації слов'янських народів, серед яких належне місце посіла б Україна, і ліквідації кріпосного права. Виступав за скасування дворянських привілеїв і введення станової рівності. Окрім Шевченка у Посяди дружні стосунки також склалися з Миколою Гулаком. 

## У Казані
У 1847 Посяду заарештували і вислали до Казані. Посяді було дозволено продовжувати навчатися з умовою подальшої служби у великоросійських губерніях. У 1847—1849 навчався у Казанському університеті. Отримав ступінь кандидата філологічних наук; дисертація мала назву «Значення перших творів Гоголя в російській літературі і їх заслуги для народності». Деякий час перебував на Полтавщині, під наглядом поліції. З 1849 року працював помічником правителя канцелярії рязанського губернатора, згодом — урядовцем Департаменту наділів у Петербурзі. 1852 року його було звільнено з-під нагляду поліції.

## Подальша доля
Звільнившись зі служби, став домашнім учителем дітей цензора Бекетова, із родиною якого виїхав за кордон. Провів там вісім років. Вивчав політичний лад Австрії, Швейцарії, Франції та Пруссії. Відвідав Єнський, Лейпцизький, Берлінський та Галльський університети. Слухав лекції, брав участь у педагогічних конференціях, давав зразкові уроки в елементарній школі.
Після повернення  перейшов на викладацьку роботу. Із 1865 року викладав у Петербурзькій і Полоцькій військових гімназіях. В 1869—1873 — директор Південно-Західної учительської семінарії у Києві, 1873—1880 — у Коростишеві. Викладав методики рідної мови й математики. У справі виховання вчительських кадрів залишився послідовником передових ідей Кирило-Мефодіївського товариства. 
Протягом усього життя Посяда підтримував зв'язки з Полтавщиною, бував у Зінькові, Полтаві. Намагався організувати за зразком коростишівської семінарію у Полтаві (1876), одержати місце директора Полтавської гімназії. Для полтавських народних вчителів опрацював програми з російської мови й арифметики та методику їх викладання. 1879 року через наклепи звільнений з роботи і змушений залишити Україну. 
У 1880—1891 — директор народних училищ у Воронежі (до 1885) та Оренбурзькій губернії (до 1891). 1882 року у Воронежі випустив «Руководящий букварь для народных учителей».
Після виходу у відставку повернувся в Україну. Помер у Користишеві. Поховання організуване учительська семінарія, де працював Посяда.

## Вшанування пам'яті
На могилі Посяди і його дружини було встановлено дві пам'ятні плити, які зберігалися до Другої світової війни. 
В Коростишеві є вулиця Івана Посяди. Знаходиться вона на окраїні міста біля самої річки Тетерів.

## Інше
- Був знайомий із Миколою Костомаровим. Починаючи з 1846 року вони часто спілкувалися в колі кирило-мефодіївців. Крім громадських, у них були ще й спільні наукові інтереси, пов'язані з перекладом польського історика Йоахима Пасторія «Війна скіфо-козацька»[2]. Усі ці відомості містяться у документах з історії Кирило-Мефодіївського братства, зокрема у слідчій справі Костомарова.
- Шевченко згадує Посяду в своєму «Щоденнику». В етюді «Казань-городок — Москвы уголок» від 9 вересня 1857 року[3] Шевченко описує, як будучи в Казані, розпитував у бувалого студента, чи не пам'ятає він про переведених з Київського до Казанського університету Посяду та Андрузького.